# Jambur Batu
Jambur Batu is een bestuurslaag in het regentschap Padang Lawas Utara van de provincie Noord-Sumatra, Indonesië. Jambur Batu telt 85 inwoners (volkstelling 2010).